# Континентални штит Европе у рагбију
Континентални штит Европе у рагбију (енгл. European Rugby Continental Shield) је треће по квалитету клупско рагби 15 такмичење у Европи, после Купа изазивача и Купа шампиона.

## О такмичењу
У овом такмичењу учествују рагби клубови из Грузије, Русије, Румуније, Португала, Шпаније, Белгије, Немачке и Италије. Две најбоље екипе обезбедиће место у Купу изазивача. У групној фази Континенталног штита, клубови су подељени у две групе. Првопласирани из групе А и првопласирани из групе Б иду у плеј оф, где ће играти против две екипе из Купа изазивача. 

## Историја
Сезона 2013-2014 
Финале 1
Ровиго - Тбилси 46-39
Финале 2
Букурешт - Калвизано 28-26
Сезона 2014-2015
Финале 1
Ровиго - Калвизано 24-52
Финале 2
Баја Маре - Јенисеј 32-63
Сезона 2015-2016
Финале 1
Калвизано - Темишвар 40-64
Финале 2
Јенисеј - Ровиго 70-5
Сезона 2016-2017
Финале 1
Темишвар - Красни јар 35-39
Финале 2
Јенисеј - Моглијано 97-7
Велико финале 
Јенисеј - Красни јар 36-8